# Мазалов, Алексей Владимирович
Алексей Владимирович Мазалов (25 декабря 1976, Москва, СССР) — российский футболист, защитник.

## Биография
Воспитанник СДЮШОР «Динамо» Москва. В 1992—1997 годах играл за вторую и дублирующую команды клуба во второй и третьей лигах, в 117 матчах забил четыре мяча. В середине 1997 года перешёл в команду третьей лиги «Торпедо-ЗИЛ», с которой вышел во второй дивизион, а в следующем сезоне и в первый, но перешёл в команду второго дивизиона «Химки». На следующий сезон вышел с клубом в первый дивизион, где провёл восемь матчей и в середине сезона перешёл в клуб второго дивизиона «Тюмень». Продолжал играть на этом уровне за «Уралан ПЛЮС» Москва (2003), «Чкаловец-1936» Новосибирск (2003—2005), «Торпедо-РГ» Москва (2006—2007), «Спартак» (Щёлково) (2008), только 2005 год проведя в первом дивизионе, куда вместе с новосибирской командой вышел по итогам сезона-2004.
Всего в профессиональных лигах сыграл 423 матча (26 — в первой, 290 — во второй, 107 — в третьей), забил 12 голов. Трёхкратный победитель (1998, 2000, 2004) и двукратный бронзовый призёр (2001, 2002) зональных турниров во втором дивизионе. Победитель (1996) и бронзовый призёр (1997) зональных турниров в третьей лиге.
В Кубке России сыграл 20 матчей. Провёл два матча на стадии 1/16 финала Кука России — «Торпедо-ЗИЛ» — «Динамо» Москва (0:7) в розыгрыше 1998/99 и «Химки» — «Торпедо» Москва (1:2) в розыгрыше 2000/2001.
В составе юношеской сборной до 16 лет сыграл три матча на чемпионате Европы 1993 года в Турции.